# Star (personaje)
Star es un personaje femenino protagónico dentro de la historieta  Los aventureros publicada por la Editorial Columba en el álbum El Tony. Fue creada por el guionista Armando Fernández y dibujada por el artista Enrique Villagrán, basándose en la anterior heroína Storm que había tenido un rol secundario dentro de la tira. Star hizo su aparición el 22 de septiembre de 1981 en el capítulo "Otra vez Storm". 

## Antecedentes

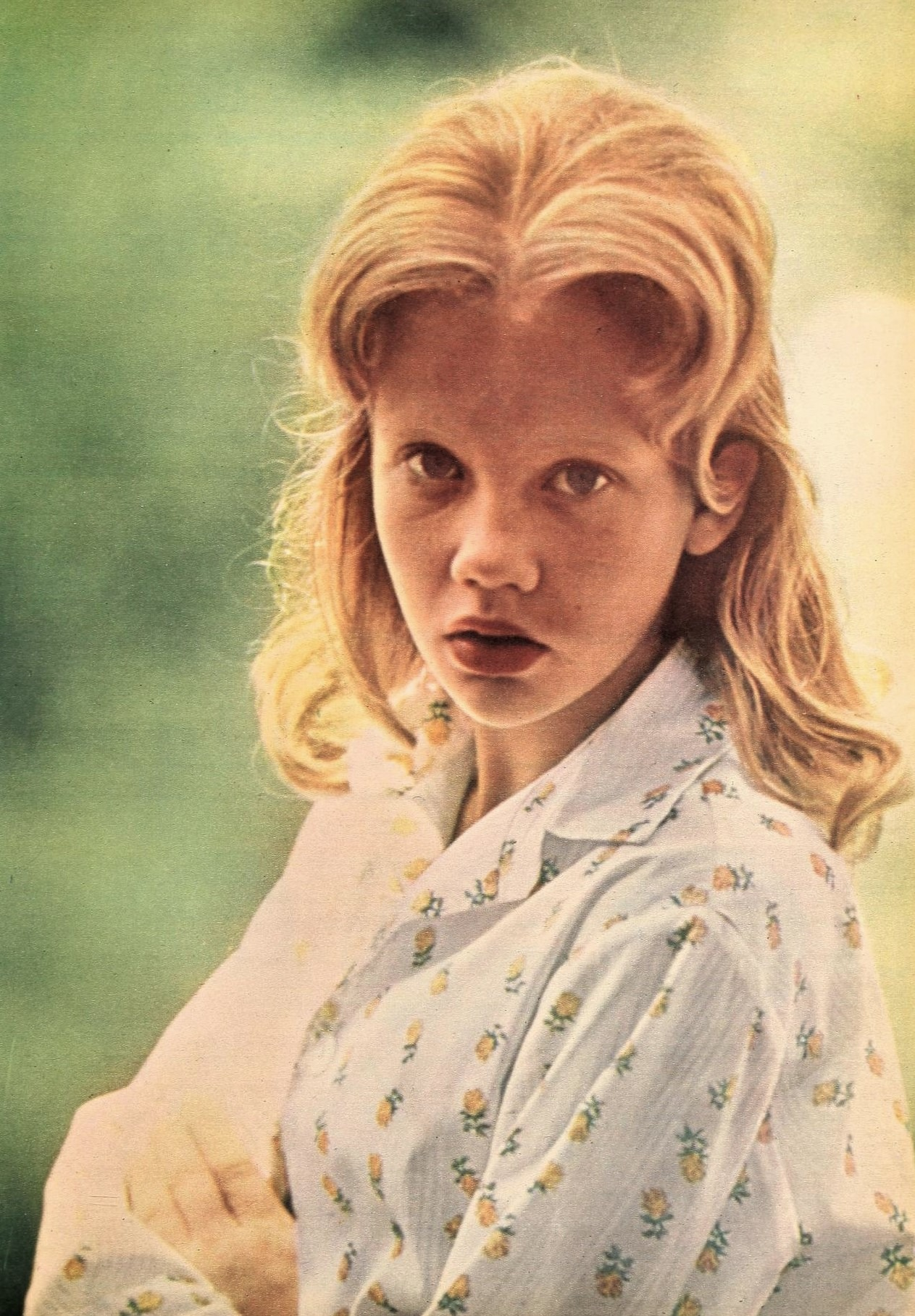
Hayley Mills interpretó en el film La verdad sobre Spring a una marimacho grumete similar en concepto a las Storm y Star de la historieta que surgiría luego

### Storm
Storm es una muchacha independiente criada en los muelles de Hawaii, hija de un marino que murió de cólera. De carácter valiente y vanguardista, la muchacha suele buscar trabajo como grumete a bordo de los barcos de los muelles de Hawaii. Su padre poseía la ubicación de un tesoro que arrojó al mar antes de morir, motivo por el cual una banda de rufianes lideradas por un pirata de nombre Black Jack la perseguía para averiguar el secreto de dónde había sido ocultado el tesoro.
Storm es contratada por los aventureros para trabajar junto a ellos en el barco Afrodita, y luego de ser capturados por la banda de Black Jack ella los engaña haciéndoles creer que el tesoro que buscan está enterrado en la tumba de su padre, lugar en el que en verdad la muchacha ocultó dos pistolas con las que abate por sí sola a la totalidad de la banda, salvando la vida de ella y de sus amigos. Esto hace que ellos decidan contratarla de manera permanente como una cuarta integrante del grupo.
Enseguida la muchacha se enamora de Alexander Pawkosky, un ex monarca polaco y compañero de aventuras, pero este no la corresponde, ya que su carácter y crianza aristocrática lo llevan a citarse con damas de la alta sociedad, sin llegar siquiera a sospechar de los verdaderos sentimientos de Storm a la que ve como a una muchacha inmadura e irascible.
La habilidad de Storm con los revólveres y pistolas, su capacidad de lucha cuerpo a cuerpo y su ingenio para resolver problemas, la llevan a que rescate con posterioridad a un ingenuo poeta y nuevamente a sus compañeros de abordaje en varias ocasiones más hasta que finalmente cae abatida por el arma de fuego de un traficante de perlas de nombre Rochefort que traiciona al grupo y se cobra con la vida de la muchacha, el ver desbaratados sus planes cuando ella salva a sus amigos que habían sido entregados a una peligrosa tribu de nativos que iban a sacrificarlos. Mike Nolan, otro de sus compañeros, dispara una ráfaga de metralla sobre Rochefort poniendo fin a la vida del traficante y cubriendo la retirada de sus amigos que arrastran a Storm con ellos al barco donde finalmente ella muere. Ellos deciden incinerar su cuerpo junto al velero Afrodita en una especie de funeral vikingo y partir luego a alta mar en un segundo barco que habían adquirido y al que bautizan con el nombre de la muchacha.

### Star

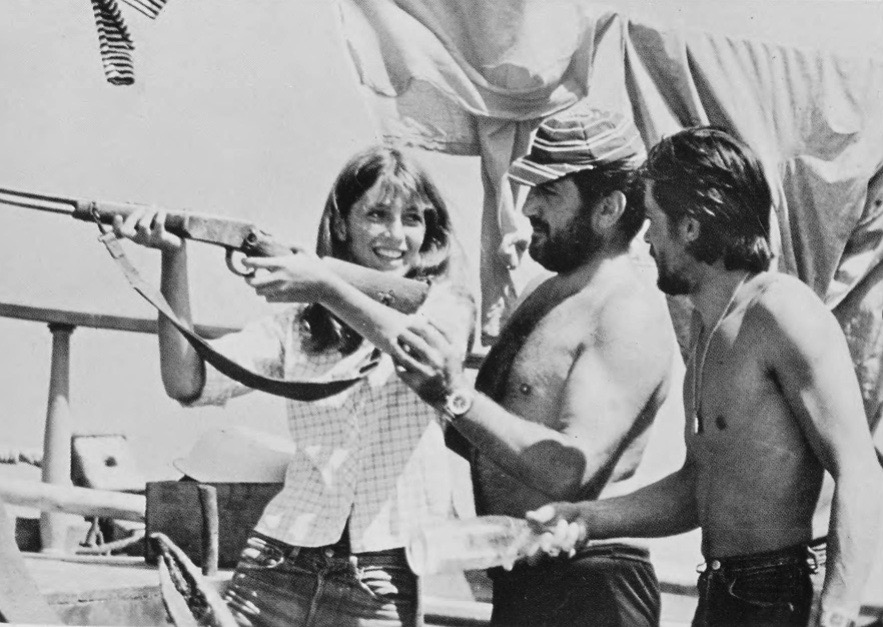
Joanna Shimkus en una escena de la película Los aventureros de 1967

Habiendo vivido varias aventuras en el Viejo Continente llegando a estar implicados en el conflicto bélico de la Primera Guerra Mundial, los aventureros regresan a Hawaii donde súbitamente creen ver entre la multitud de gente en los muelles, a su antigua compañera Storm. Creyendo haberse vuelto locos van a visitar a un viejo lobo de mar de nombre Wally, amigo de ellos e informante, quien les informa que Storm no había muerto y que se encontraba cuidando a un tío suyo en la isla. Luego de llegarse al lugar donde pretendían encontrarla, los aventureros se ven en aprietos y logran salvar sus vidas con la colaboración de Storm, quien les dice que logró saltar del barco en llamas, llegar a tierra y curar sus heridas. El grupo festeja lo que parecía ser un milagro.
Sin embargo, días más tarde ella les confiesa entre lágrimas, que ella no es en verdad Storm sino otra muchacha huérfana de los bajofondos hawaiianos que había conocido a Storm y no se explicaba a qué se debía el indistinguible parecido entre ambas. Una banda de gánsteres la había contratado para engañar al tío de Storm quien también conocía el lugar donde su hermano habíaarrojado su tesoro. En el medio de ese ardid, los aventureros se habían cruzado con ella. Muy a pesar de que ella los engañó al grupo valiéndose del recuerdo amoroso de su anterior compañera, ellos deciden perdonarla y darle una oportunidad ya que la muchacha había combatido a la banda de gánsteres que trataba de asesinarlos.
La muchacha intenta acabar ella sola con los mismos gánsteres que la habían reclutado, pero es sorprendida por  la banda queriendo colocar dinamita en el barco en el que ellos navegaban por Laysan. Luego Alex, Mike y Miguel caen prisioneros de una parte de los mafiosos, mientras que el resto mantiene cautiva a su nueva compañera. Mike es obligado a descender con un traje de buzo al punto donde se supone que se encuentra el tesoro al que por fin encuentran. Al regresar a bordo con la noticia del hallazgo, ellos se revelan contra los secuestradores y luego de reducirlos, deciden ir a buscar a la nueva grumete.
Más tarde la impostora demuestra otra vez su lealtad hacia sus amigos y ellos la bautizan Star (en inglés "estrella") debido al cielo estrellado en el momento en que ellos festejaban estar vivos. Star acompañaría al grupo en busca del tesoro oculto en las cercanías de la isla de Laysan y luego de ello permanecería con sus amigos en el resto de sus interminables aventuras, donde para ese entonces ya había concretado una relación amorosacon Alexander.

## Trayectoria editorial
La primera aparición de Star se da en el capítulo # 84 del 22 de septiembre de 1981 donde ella integra una sub saga de cuatro capítulos sucesivos correspondientes a los números # 84 # 85; # 86 y # 87 titulados "Otra vez Storm", "Laysan" , "Dorada codicia" y "Star". Más tarde regresaría en el capítulo # 116 titulado "Shangai" y permanecería consolidada como protagonista hasta el final de la serie en el capítulo # 158 llamado "Último episodio". En el capítulo # 146 titulado "Tiburón de acero" Star comienza a tener una relación de pareja con su compañero de aventuras Alexander Pawkorsky logrando la evolución como personaje dentro de la historia que Storm no había tenido.

## Concepción del personaje
La primera heroína Storm de quien Star heredó su figura y su carácter fue concebida en 1975 por Robin Wood y Enrique Villagrán aunque en general las ideas creativas eran un trabajo del grupo en conjunto del estudio Nippur IV en una especie de coloquio de ideas. El concepto de Storm es en lo genérico, muy similar al del personaje de Hayley Mills en la película La verdad sobre Spring. En efecto, el guiño a esa cinta es notorio ya que ambas llevan nombres que está relacionados con el clima ("Spring",significa "primavera" y "Storm", significa "tormenta" en el idioma inglés), son muchachas que rehúsan el decoro de las mujeres de la época, ambas visten como grumetes usando pantalones arremangados, gorras y gruesos sobretodos, andan descalzas, se comportan como marimachos, son independientes y valientes, ambas se enamoran de un hombre de clase refinada y aristocrática, ambas son hijas de un viejo lobo de mar y poseen el conocimiento sobre un tesoro escondido el cual es codiciado por una banda de piratas.
Sin embargo, en lo estético, Enrique Villagrán no dibujó el rostro de Storm exactamente igual al de Spring sino que incorporó al personaje muchos de los clichés característicos de su estilo artístico, además de recargarle el rostro de pecas, más que las que Mills lucía, y un largo cabello rubio con flequillo, todas ellas características notorias que la actriz Joanna Shimkus había lucido en la película homónima Los aventureros  de 1966  cinta que  Robin Wood tomó como inspiración para darle nombre a la historieta, además de que la trama principal donde un grupo de aventureros van en busca de un tesoro y el personaje femenino de Laetitia (interpretado por Shimkus) muere en manos de unos mercenarios dejando al resto del grupo con una gran depresión  constituye un punto intrínsecamente similar al de la historia de Storm y su posterior emula Star.
Storm que al igual que la amazona Danske que surgiría casi dos décadas más tarde, se desenvolvía en un mundo hostil dominado por hombres donde ella lograba imponerse rápidamente se convirtió en la favorita del público llegando a eclipsar el rol protagónico del trío masculino original los cuales quedaron claramente en un plano secundario. Robin Wood decide terminar con el personaje para que la historia vuelva a seguir la línea argumental que venía llevando, motivo por el cual el personaje muere en el capítulo "Final de fuego". A partir de allí la muchacha solo aparecería en menciones o en recuerdos de sus camaradas.
La muerte de Storm provocó una reacción de rechazo en el público, generando una gran cantidad de cartas de lectores a la editorial en manifestación de lo sucedido. Años después, relevado Wood por su compañero Armando Fernández en los guiones de la serie, el dibujante Gómez Sierra le pide a Fernández que de alguna manera reviva a Storm, y dado que el elemento mágico no formaba parte del estilo narrativo de la historia, Fernández crea a Star, la cua logra como personaje, la evolución que su homónima antecesora no logró tener.
Star pasaría a convertirse a partir del capítulo # 84 en un personaje recurrente hasta consolidarse como la cuarta protagonista de la serie. En 1989 hacia el final de la tira, su rostro evoluciona para adquirir algunos detalles estéticos de una de las asistentes de Enrique Villagrán dentro del estudio donde se producía la historieta.

## Apariencia
Star luce exactamente igual a Storm al menos en la mayoría de los capítulos al punto de que es confundida con la anterior heroína.  Ella se presenta con un largo cabello rubio con flequillo, la cara cubierta de pecas y vistiendo un grueso sobretodo negro de estilo marinero con gorra de lana y pantalones largos arremangados en las botamangas como si fuesen pescadores. Habitualmente anda descalza aunque a lo largo de los capítulos ha aparecido de acuerdo a la ocasión, vistiendo un atuendo de corte exploradora con largas botas como en "Último episodio"  o con zapatos de fiesta en "Un baile para Storm"  mientras que en otros como "Bumas en el mar de Omán", "Rebelión"  o "Arenas en llamas"  va ataviada como una odalisca. 

## Una de las primeras heroínas de la historieta argentina
De acuerdo con el concepto de heroína y tomando en cuenta la cronología de personajes creados por Robin Wood en Editorial Columba, Storm o por derivación, su homónima Star puede ser considerada como una de las primeras heroínas de peso dentro de la historieta argentina, precedida en el ámbito literario por la Rima de Guillermo Hudson, aunque esta llegaría al cómic a través de DC en la década de los 70. Grace Henrichsen, la novia del detective Dennis Martin que luego tendría una serie propia, era básicamente una espía, por otra parte heroínas de peso como es el caso de Bárbara la guerrera ideada por Ricardo Barreiro y Juan Zanotto para la revista Skorpio de Ediciones Récord surge en 1979 mientras que la amazona Danske creada por Wood y Gómez Sierra o Nan - Hai la heroína europea criada por piratas chinos y concebida por Wood y Luis García Durán, llegarían a la historieta recién en la década de los 90s.